# Southern League Cup 1945-1946
Navigation
Édition précédente
L'édition 1945-1946 de la Southern League Cup est la sixième et dernière édition de cette compétition créée pendant la Seconde Guerre mondiale pour compenser l'arrêt des compétitions de la Scottish Football League.
Elle met aux prises les 30 clubs membres de la Southern League (les 16 initiaux plus les 14 qui les ont rejoints cette année-là en provenance de la North Eastern League (en)) avec en plus Stirling Albion, dans une compétition commençant par une phase de poules (7 groupes de 4 et 1 groupe de 3, le club terminant premier se qualifiant pour la suite de la compétition) et se poursuivant par des matches à élimination directe sur terrain neutre, à partir des quarts de finale.

## Phase de poules

### Groupe A
| Rang | Équipe              | Pts | J | G | N | P | Bp | Bc | Diff |
| ---- | ------------------- | --- | - | - | - | - | -- | -- | ---- |
| 1    | Heart of Midlothian | 8   | 6 | 3 | 2 | 1 | 12 | 8  | +4   |
| 2    | Saint Mirren        | 6   | 6 | 2 | 2 | 2 | 6  | 8  | -2   |
| 3    | Falkirk             | 5   | 6 | 2 | 1 | 3 | 10 | 11 | -1   |
| 4    | Hamilton Academical | 5   | 6 | 2 | 1 | 3 | 6  | 7  | -1   |

### Groupe B
| Rang | Équipe             | Pts | J | G | N | P | Bp | Bc | Diff |
| ---- | ------------------ | --- | - | - | - | - | -- | -- | ---- |
| 1    | Rangers            | 11  | 6 | 5 | 1 | 0 | 15 | 3  | +12  |
| 2    | Morton             | 7   | 6 | 3 | 1 | 2 | 15 | 7  | +8   |
| 3    | Motherwell         | 5   | 6 | 2 | 1 | 3 | 9  | 13 | -4   |
| 4    | Queen of the South | 1   | 6 | 0 | 1 | 5 | 4  | 20 | -16  |

### Groupe C
| Rang | Équipe          | Pts | J | G | N | P | Bp | Bc | Diff |
| ---- | --------------- | --- | - | - | - | - | -- | -- | ---- |
| 1    | Aberdeen        | 8   | 6 | 3 | 2 | 1 | 10 | 6  | +4   |
| 2    | Hibernian       | 8   | 6 | 4 | 0 | 2 | 10 | 7  | +3   |
| 3    | Partick Thistle | 4   | 6 | 1 | 2 | 3 | 6  | 6  | 0    |
| 4    | Kilmarnock      | 4   | 6 | 1 | 2 | 3 | 4  | 11 | -7   |

### Groupe D
| Rang | Équipe       | Pts | J | G | N | P | Bp | Bc | Diff |
| ---- | ------------ | --- | - | - | - | - | -- | -- | ---- |
| 1    | Clyde        | 8   | 6 | 4 | 0 | 2 | 21 | 13 | +8   |
| 2    | Celtic       | 7   | 6 | 3 | 1 | 2 | 14 | 10 | +4   |
| 3    | Third Lanark | 6   | 6 | 2 | 2 | 2 | 11 | 15 | -4   |
| 4    | Queen's Park | 3   | 6 | 1 | 1 | 4 | 9  | 17 | -8   |

### Groupe E
| Rang | Équipe         | Pts | J | G | N | P | Bp | Bc | Diff |
| ---- | -------------- | --- | - | - | - | - | -- | -- | ---- |
| 1    | East Fife      | 10  | 6 | 5 | 0 | 1 | 24 | 10 | +14  |
| 2    | Alloa Athletic | 8   | 6 | 4 | 0 | 2 | 11 | 8  | +3   |
| 3    | Raith Rovers   | 6   | 6 | 3 | 0 | 3 | 15 | 16 | -1   |
| 4    | Cowdenbeath    | 0   | 6 | 0 | 0 | 6 | 10 | 26 | -16  |

### Groupe F
| Rang | Équipe        | Pts | J | G | N | P | Bp | Bc | Diff |
| ---- | ------------- | --- | - | - | - | - | -- | -- | ---- |
| 1    | Ayr United    | 9   | 6 | 4 | 1 | 1 | 12 | 7  | +5   |
| 2    | Dundee United | 9   | 6 | 4 | 1 | 1 | 12 | 7  | +5   |
| 3    | Stenhousemuir | 4   | 6 | 1 | 2 | 3 | 8  | 13 | -5   |
| 4    | Dumbarton     | 2   | 6 | 1 | 0 | 5 | 7  | 12 | -5   |

Play-off de qualification
| Équipe 1   | Score | Équipe 2      | Stade                 |
| ---------- | ----- | ------------- | --------------------- |
| Ayr United | 1 – 0 | Dundee United | Hampden Park, Glasgow |

### Groupe G
| Rang | Équipe               | Pts | J | G | N | P | Bp | Bc | Diff |
| ---- | -------------------- | --- | - | - | - | - | -- | -- | ---- |
| 1    | Airdrieonians        | 8   | 6 | 3 | 2 | 1 | 16 | 5  | +11  |
| 2    | Saint Johnstone      | 6   | 6 | 2 | 2 | 2 | 12 | 8  | +4   |
| 3    | Dunfermline Athletic | 5   | 6 | 2 | 1 | 3 | 6  | 10 | -4   |
| 4    | Albion Rovers        | 5   | 6 | 2 | 1 | 3 | 6  | 17 | -11  |

### Groupe H
| Rang | Équipe          | Pts | J | G | N | P | Bp | Bc | Diff |
| ---- | --------------- | --- | - | - | - | - | -- | -- | ---- |
| 1    | Dundee          | 5   | 4 | 2 | 1 | 1 | 11 | 4  | +7   |
| 2    | Stirling Albion | 4   | 4 | 2 | 0 | 2 | 6  | 10 | -4   |
| 3    | Arbroath        | 3   | 4 | 1 | 1 | 2 | 3  | 6  | -3   |

## Phase à élimination directe

### Quarts de finale
| Équipe 1            | Score | Équipe 2   |
| ------------------- | ----- | ---------- |
| Aberdeen            | 2 – 0 | Ayr United |
| Airdrieonians       | 1 – 0 | Clyde      |
| Heart of Midlothian | 3 – 0 | East Fife  |
| Rangers             | 3 – 1 | Dundee     |

### Demi-finales
| Équipe 1 | Score                      | Équipe 2            | Stade                 |
| -------- | -------------------------- | ------------------- | --------------------- |
| Aberdeen | 2 – 2 5 – 2 (match rejoué) | Airdrieonians       | Ibrox Park, Glasgow   |
| Rangers  | 2 – 1                      | Heart of Midlothian | Hampden Park, Glasgow |

### Finale
| Date        | Équipe 1 | Score | Équipe 2 | Stade                 |
| ----------- | -------- | ----- | -------- | --------------------- |
| 11 mai 1946 | Aberdeen | 3 – 2 | Rangers  | Hampden Park, Glasgow |